# Tekla (cesarzowa bizantyńska)
Tekla (zm. ok. 823) – cesarzowa bizantyńska, pierwsza żona Michała II.

## Życiorys
Według Teofanesa była córka nieznanego z imienia stratega temu Anatolikon. Data jej ślubu z Michałem II nie jest znana. Pewne jest to, że około 813 roku urodził się m syn Teofil. Umarła około 823 roku. Być może mieli jeszcze jedna córka o imieniu Helena. 